# 奥斯瓦尔德·霍尔姆贝里
奥斯瓦尔德·霍尔姆贝里（瑞典語：Oswald Holmberg，1882年7月17日—1969年2月11日），瑞典男子体操运动员。他曾获得1908年夏季奥运会体操比赛男子团体全能金牌。

## 家庭
弟弟卡尔·霍尔姆贝里和阿尔维德·霍尔姆贝里也都是体操运动员。